# لي مي دو
لي مي دو (بالكورية: 이미도)‏ هي ممثلة كورية جنوبية. ولدت يوم 25 مايو 1982 في غوانغجو في كوريا الجنوبية.

## روابط خارجية
- لي ميدو على موقع IMDb (الإنجليزية)
- لي ميدو على موقع أول موفي (الإنجليزية)
- لي ميدو على موقع قاعدة بيانات الأفلام السويدية (السويدية)
- لي ميدو على موقع قاعدة بيانات الفيلم (الإنجليزية)